# Foro Democrático de Hungría
El Foro Democrático Húngaro (en húngaro: Magyar Demokrata Fórum, o MDF) fue un partido político de centroderecha que existió en Hungría. Su ideología oscilaba entre el nacionalismo húngaro, el conservadurismo nacionalista y la democracia cristiana. El partido, que tuvo un papel importante en Hungría tras la caída del comunismo, paulatinamente fue perdiendo su importancia hasta su disolución en 2011.

## Historia
Su figura emblemática fue József Antall, primer ministro de Hungría entre 1990 y 1993. Tras su muerte, en 1994 el partido obtuvo unos pésimos resultados en las elecciones de aquel año y pasó a la oposición. Sin embargo, en 1998 volvió otra vez al gobierno en un gabinete de coalición con Fidesz, manteniéndose en el poder por segunda vez hasta 2002. Tras las elecciones de aquel año, entre 2002 y 2006 en Asamblea Nacional mantuvo una presencia modesta, con 24 escaños.
En las elecciones parlamentarias europeas de 2004 obtuvo el 5,3% (164.025 votos) de los votos y obtuvo un 1 Eurodiputado, integrándose más tarde en el Grupo parlamentario del PPE-DE y miembro de pleno derecho del Partido Popular Europeo (PPE).
En las elecciones parlamentarias de Hungría de 2006 recibió 272.831 votos (el 5,04% del total). Consecuencia de los malos resultados obtenidos en las elecciones de 2010, el partido fue disuelto a comienzos de 2011.

## Líderes
|   | Imagen | Nombre                    | Inicio                   | Final                   |
| - | ------ | ------------------------- | ------------------------ | ----------------------- |
| 1 |        | Zoltán Bíró               | 27 de septiembre de 1987 | 21 de octubre de 1989   |
| 2 |        | József Antall             | 21 de octubre de 1989    | 12 de diciembre de 1993 |
| 3 |        | Lajos Für                 | 19 de febrero de 1994    | 2 de marzo de 1996      |
| 4 |        | Sándor Lezsák             | 2 de marzo de 1996       | 30 de enero de 1999     |
| 5 |        | Dávid Ibolya              | 30 de enero de 1999      | 11 de abril de 2010     |
| – |        | Károly Herényi (Interino) | 11 de abril de 2010      | 20 de junio de 2010     |
| 6 |        | Zsolt Makay               | 20 de junio de 2010      | 8 de abril de 2011      |

## Resultados electorales

### Asamblea Nacional
| Elecciones | Asamblea Nacional | Asamblea Nacional | Asamblea Nacional | Asamblea Nacional | Posición                    |
| Elecciones | # de votos        | % de votos        | # de de escaños   | +/–               | Posición                    |
| ---------- | ----------------- | ----------------- | ----------------- | ----------------- | --------------------------- |
| 1990       | 1.213.825         | 24,72% (#1)       | 164/386           |                   | Coalición con FKgP y KDNP   |
| 1994       | 649.966           | 12,03% (#3)       | 38/386            | 126               | Oposición                   |
| 1998       | 139.934           | 3,12% (#7)1       | 17/386            | 21                | Coalición con Fidesz y FKgP |
| 20022      | —                 | —                 | 24/386            | 7                 | Oposición                   |
| 2006       | 272.831           | 5,04% (#4)        | 11/386            | 13                | Oposición                   |
| 2010       | 136.895           | 2,67 % (#5)       | 0/386             | 11                | Extraparlamentario          |

1MDF no alcanzó el mínimo del 5% de votos, pero 17 candidatos individuales de la lista conjunta Fidesz–MDF salieron elegidos en sus circunscripciones, logrando formar un grupo parlamentario separado.

2En coalición junto a Fidesz-Unión Cívica Húngara. La coalición sacó 2.306.7632 de votos (un 41,07% del total).

### Parlamento Europeo
| Elecciones | # de votos | % de votos | # de escaños | +/- | Notas |
| ---------- | ---------- | ---------- | ------------ | --- | ----- |
| 2004       | 164.025    | 5,34 (#4)  | 1/24         |     |       |
| 2009       | 153.660    | 5,31 (#4)  | 1/22         | 0   |       |

## Políticos destacados
- József Antall
- Dávid Ibolya
- Péter Boross